# Гістіоцити
Гістіоцити (від грец. histion — «тканина» і грец. kytos — «вмістище», тут — «клітина») — блукаючі клітини у спокої, полібласти, плазматоцити, клітини пухкої сполучної тканини у хребетних тварин і людини. Різко контурують, з базофільною цитоплазмою, в якій часто зустрічаються вакуолі і включення, форма клітини варіює у зв'язку з її здібністю до амебоїдного руху. Г. виконують захисну функцію, захоплюючи і переварюючи різні сторонні частинки (в тому числі і бактерії). При різного роду подразненнях, наприклад при запальних реакціях, Г. активізуються, перетворюючись на типових макрофагів. Інколи цитоплазма Г. утворює короткі закруглені відростки, що відриваються від тіла клітини (клазматоз). У зародків Г. розвиваються з мезенхіми, в дорослому організмі — з недиференційованих клітин пухкої сполучної тканини, ретикулярної тканини і деяких видів кров'яних клітин — лімфоцитів і моноцитів .